# سیدوبا بانگورا
سیدوبا بانگورا (انگلیسی: Seydouba Bangoura) بازیکن فوتبال اهل گینه است.
وی همچنین در تیم ملی فوتبال گینه بازی کرده است.